# Lingua aini
La lingua aini, chiamata anche abdal, ainu o aynu, è una lingua turca parlata in Cina, nella regione autonoma dello Sinkiang.

## Distribuzione geografica
Secondo Ethnologue, la lingua è attestata nella parte sudoccidentale dello Sinkiang e nel 2000 contava 6570 locutori.

## Classificazione
Secondo Ethnologue, la classificazione della lingua aini è la seguente:
- Lingue altaiche
  - Lingue turche
    - Lingue turche orientali
      - Lingua aini

Secondo alcuni studiosi la lingua ainu è un dialetto della lingua uigura, altro idioma turco, mentre per altri è una lingua iranica che ha subito l'influenza dello uiguro.

## Grammatica
La grammatica è la stessa della lingua uigura.

## Vocabolario
Il vocabolario contiene molte parole prese a prestito dalla lingua persiana iraniana.